# ちゃぶ台

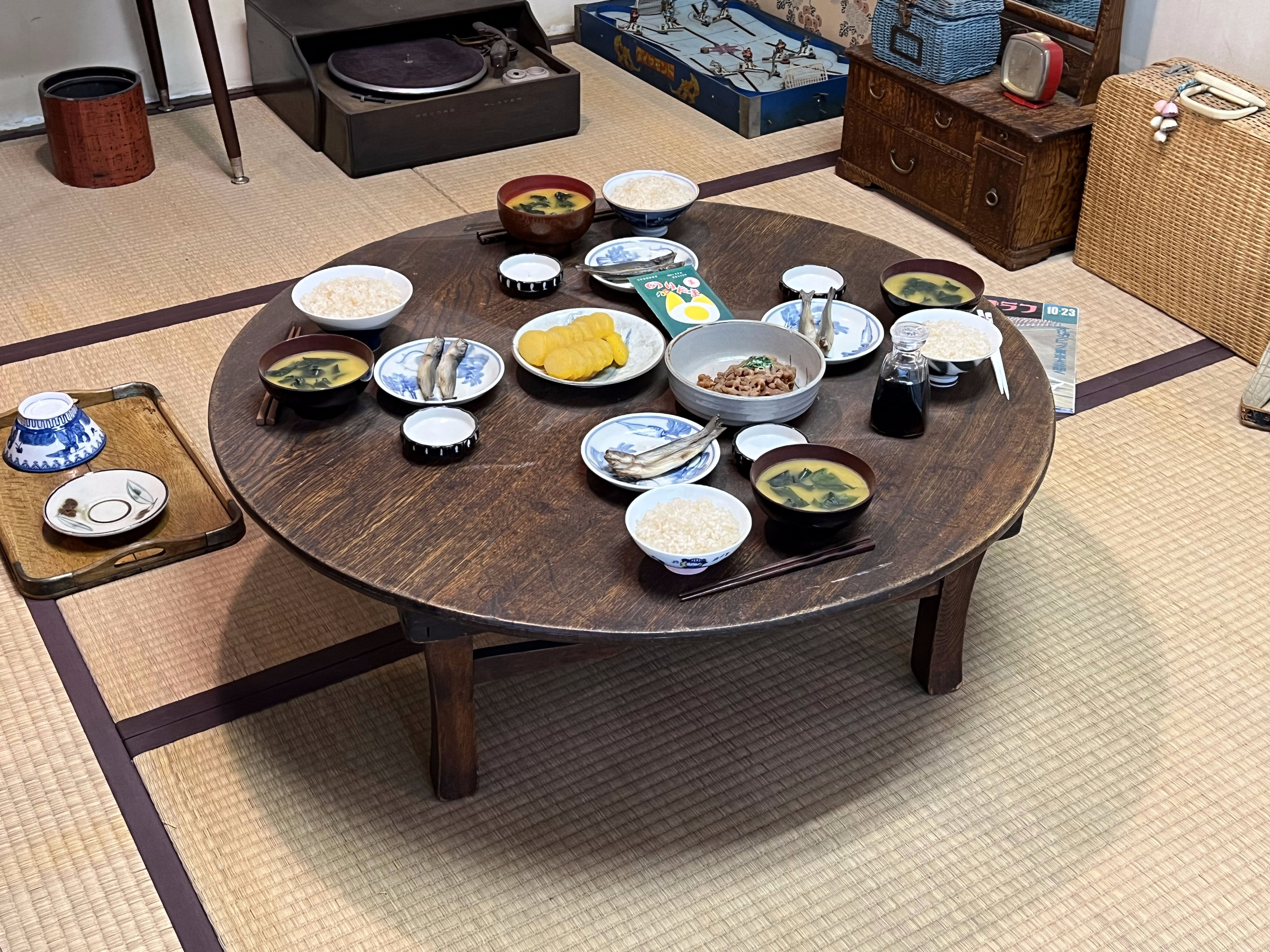

ちゃぶ台、チャブ台（ちゃぶだい）は、日本で用いられる四本脚の食事用座卓である。一般的に方形あるいは円形をしており、折り畳みができるものが多い。
昭和35年ごろから椅子式のダイニングテーブルが普及し始め、利用家庭は減少していった。

## 語源
ちゃぶ台の当て字としては、卓袱台のほか、茶袱台、茶部台、食机などがあり、その他にも古くは森田草平の『煤煙』や徳田秋声の『黴』で書かれている餉台などがある。地域によっても呼称は異なり、富山県、岐阜県、三重県、兵庫県、佐賀県、長崎県、熊本県などの一部ではシップクダイ、シッポクダイ、ショップクダイと、岩手県、富山県、岐阜県、滋賀県、鳥取県、島根県、愛媛県などの一部では飯台と呼称される場合がある。茶部台の語源は、お茶を飲む部屋の台から来たとするものなどがある。
語源についても諸説あり、正確にわかっていない。有力なものとしては中国語でテーブル掛けを意味する卓袱（南中国音ではチャフ）から来たとするもの、同じくご飯を食べることを意味する吃飯（チャフン、ジャブン）から来たとするもの、中国人移民からアメリカへ広まった料理チャプスイ（英語: Chop Sui、チョップスウイ、チョプスイ）が元になったとするものなどがある。英語で簡易食堂を表すChop Houseが由来となっているという説もある。
1870年（明治3年）に仮名垣魯文が著した『萬國航海西洋道中膝栗毛』に既にチャブダイという言葉が西洋料理店の食卓を指す俗語として登場していることから、名称としてはこの頃すでに広まっていた可能性がある。

## 形状
概ね、脚が折りたたみなど何らかの方法で収納できるものを卓袱台と称する。
ちゃぶ台の標準的な形状は正円形、楕円形、正方形、長方形の4種がある。製作上の無駄が多いことと、日本の住宅事情から長方形の形状をした卓袱台がもっとも多く利用された。円形の物は人数に融通が利くため、重宝された。大きさは直径60センチメートル (cm) から240 cmまでのものと、豆チャブと呼ばれた直径25 cmから30 cmくらいのものなどがあった。一般的なちゃぶ台を4人で囲む場合、一人当たりの使用スペースは膳を用いた場合よりも狭くなるが、皿の共有化がなされることで、結果的にゆとりが生じる。
高さは15 cmから24 cmくらいが一般的であったが、これは時代を経る毎に高くなり、現在は30 cm前後のものが一般化している。
素材は木製ではハリギリ（セン、センノキ）製がもっとも多く、高級なものではケヤキやサクラが用いられた。それ以外にもタモ、マツ、シオジ、スギ、トチノキ、クリ、キハダなど様々な材料が使用されている。高度成長期以後はメラミン樹脂も用いられた。塗装は漆塗りや蝋塗り、ニス塗りのほか、化学塗料が使用される。

## 歴史

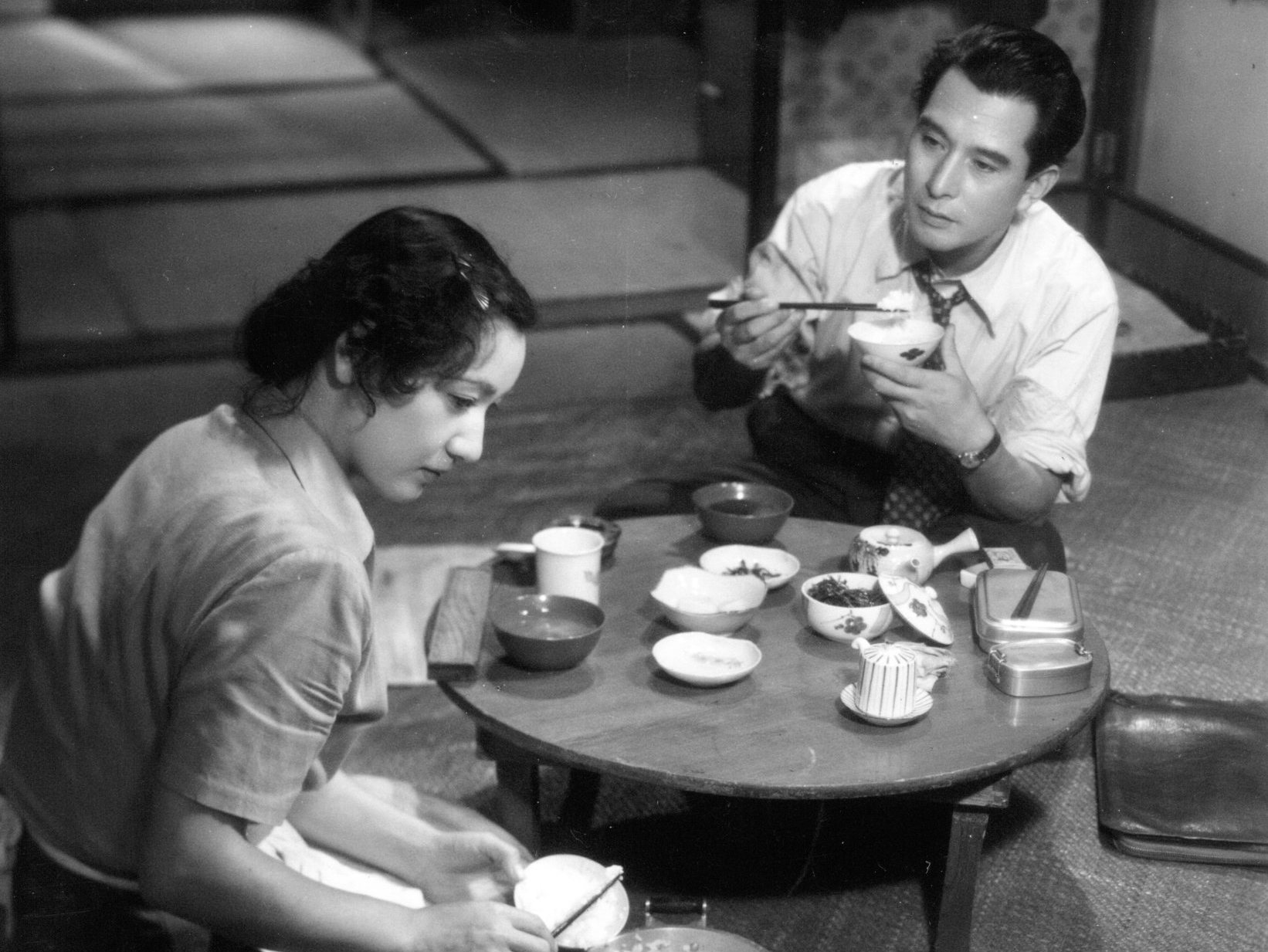
昭和期の食卓風景。映画「めし」昭和26年

### 前史
撥脚台盤などの大きな食卓を使う習慣は、奈良時代には既に中国から伝わっていた。寒さが厳しい中国東北部の旧満州では、小上がりに炕と称する竈の熱を利用した床暖房があり、その茶の間でちゃぶ台を使って食事をしていた。貴族社会では同じ階級のものが同一食卓を囲む場合があったが、武士が強い支配力を持つようになると上下の人間関係がより重要視されるようになり、ほぼ全ての社会において膳を使用した食事が行われはじめた。
江戸時代に入ると出島などでオランダ人や中国人らの食事風景を目にする機会が増え、それらを真似た洋風料理店では座敷や腰掛式の空間に西洋テーブルを置き、食事を供する場が登場しはじめる。享保年間以降はこうした形式の料理屋が江戸や京にも出現し始め、そこで用いられるテーブルや座卓を「シッポク台」とか「ターフル台」などと称するようになった。

### ちゃぶ台の普及
明治時代に入ると西洋館の建築などに伴い洋風テーブルの導入が進められた。町にも西洋料理店をはじめ、ミルクホールやビヤホールが生まれ、洋風テーブルの使用がなされるようになった。この頃すでに西洋料理屋を「チャブ屋」、西洋料理を「チャブチャブ」、そこで用いられるテーブルを「チャブ台」と呼称する俗語が誕生しており、チャブダイという名称は広く知られるようになった。
1895年（明治28年）ごろになると折畳み式の座卓に関する特許申請がみられ、座卓は家庭へ進出し始めている。1903年（明治36年）に『家庭の新風味』で堺利彦が一家団欒の観点から膳を廃し、ちゃぶ台の使用を呼びかけるなど、家庭への浸透が始まった。1911年（明治44年）に農商務省が出した『木材の工芸的利用』によれば、ちゃぶ台は東京のみで製造卸50件、販売問屋100件、職人500人、1日3000個の生産があったとされている。
ちゃぶ台はこの後、昭和初期までに全国的な普及を見せるが、特に1923年（大正12年）の関東大震災を契機として膳からちゃぶ台へと移行した家庭が多かった。
この頃に膳からちゃぶ台へ移行して個人の食器よりも共用食器が増えたことから、食器を洗う習慣が定着したとする者もいる。

### ちゃぶ台の衰退
ちゃぶ台の生産は1963年（昭和38年）をピークに減少傾向に転じ、生活習慣の変化や洋風化指向の時代の傾向に乗って次第にダイニングテーブルへと移り変わっていった。ダイニングテーブルを一般家庭の食卓にいち早く取り入れたのは農家であった。
生活を楽にすることが主とした課題に挙げられ、土間を改善して食事場とし、野良仕事の土足のまま食事ができるようにするテーブルや座敷と土間の境界にテーブルを設けて半々で座る方式などが奨励された。農林省農業改良局が1954年（昭和29年）に出した『農家の台所改善 - 設計の仕方と実例』に既にその具体的手法が紹介されている。
ダイニングテーブルが都市圏へ急激に浸透をはじめるのは1955年（昭和30年）ごろからで、日本住宅公団による集合住宅が販売されるようになってからであった。集合住宅にダイニングキッチンの概念が取り入れられ、目的に即した利用がなされるよう、テーブルを作り付けにして売り出した。住宅公団は、洋風化のブームに乗りダイニングキッチンを大々的に宣伝し、販売実績を挙げるとともにテーブルの普及促進の役割を果たしたと言える。
高度経済成長期に入る頃にはますます加速し、1966年（昭和41年）に13.6パーセント (%) だったダイニングテーブルの普及率は1988年（昭和63年）に67.3 %となった。